# Kapuvár vasútállomás
Kapuvár vasútállomás egy Győr-Moson-Sopron vármegyei vasútállomás, melyet a GYSEV üzemeltet Kapuvár településen. A város délkeleti peremvidékén, Garta városrész déli szélén helyezkedik el, a 8601-es és a 8611-es utak találkozása közelében, közvetlen közúti elérését az utóbbiból keletnek kiágazó 86 302-es számú mellékút biztosítja.

## Vasútvonalak
Az állomást az alábbi vasútvonalak érintik:
- Győr–Sopron-vasútvonal

## Kapcsolódó állomások
A vasútállomáshoz az alábbi állomások vannak a legközelebb:
- Veszkény megállóhely (Győr vasútállomás, Győr–Sopron-vasútvonal)
- Vitnyéd-Csermajor megállóhely (Sopron vasútállomás, Győr–Sopron-vasútvonal)

## Forgalom
| Járat                | Útvonal | Gyakoriság   |
| -------------------- | --- | ------------ |
| személyvonat         | Győr – Ikrény – Rábapatona – Enese – Kóny – Csorna – Farád – Rábatamási – Szárföld – Veszkény – Kapuvár – Vitnyéd-Csermajor – Petőháza – Fertőszentmiklós (– Pinnye – Fertőboz) – Sopron | 1-2 óránként |
| Scarbantia InterCity | Budapest-Keleti – Budapest-Kelenföld – Tatabánya – Tata – Komárom – Győr – Csorna – Kapuvár – Fertőszentmiklós – Sopron                                                                  | 2 óránként   |